# Raya yoga

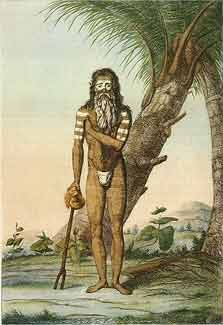
Un sadhú (santo) según un grabado de 48 × 35 cm de Frans Balthazar Solvyns (1760-1824) para el libro Illustrations de Les Hindous. París: F. B. Solvyns et H. Nicolle, 1812.

El rāja yoga (literalmente ‘yoga regio’ o ‘yoga de los reyes’, pronunciado [ráya ióga] o [rásh ióga]), es un tipo de yoga.
Fue descrito por el escritor indio Patanyali (posiblemente del siglo III a. C.) en su texto clásico Yoga sūtra (‘aforismos sobre yoga’, en idioma sánscrito), el libro más antiguo sobre yoga.

## El raya-yoga es una de las seis doctrinas del hinduismo
En el contexto de las doctrinas hinduistas, el raya-yoga es conocido simplemente como yoga, y como tal es una de las seis doctrinas (shat darshana) ortodoxas (astika) del hinduismo:
- vedanta (de Viasa).
- yoga (de Patanyali).
- sankhia (de Kapilá).
- purva mimamsa (de Yaimini).
- niaia (de Gótama).
- vaisheshika (de Kanada).

## Los tipos clásicos de yoga
Los sistemas fundamentales de yoga son:
- raya-yoga (habitualmente identificado con el ashtanga-yoga).
- hatha-yoga (que formaría parte del ashtanga yoga).
- gñana-yoga (yoga del conocimiento, basado en el estudio).
- karma-yoga (yoga de la acción desinteresada).
- bhakti (devoción), a veces denominado bhakti-yoga.

## El raya-yoga en textos antiguos
En el Bhagavad-gītā —texto escrito en sánscrito que forma parte del poema épico-religioso Majábharata (posiblemente del siglo III a. C.), donde se describen las enseñanzas del dios Krishná a su amigo Arjuna— se menciona el raya-yoga de Patanyali, aunque no se lo define claramente.
En el Yoga sutra (2.1), Patanyali mismo llamaba a su sistema kriya-yoga:
Tapas swadhiaia íshvara-pranidhanani kriya-yogah
‘autodisciplina, estudio y ofrecerse uno mismo al Controlador [Dios] se llama kriya-yoga.
El término kriya significa ‘acción’ en sánscrito (y posee la misma raíz que el término karma, que significa lo mismo).
Desde el siglo XIX, el término kriya-yoga fue apropiado por el yogui Lajiri Majashaia para describir su nuevo sistema de yoga.
El término raya-yoga tal como se lo conoce en la actualidad es un retrónimo introducido en el texto Hatha-yoga-pradípika (en el siglo XV para distinguir la antigua escuela basada en el Yoga sutra de Patanyali (siglo III a. C.) del hatha-yoga (escuela moderna creada por Suatmarama).

## Raya-yoga y ashtanga-yoga
Al raya-yoga se lo conoce como astanga-ioga (el yoga de los ocho miembros) debido a sus ocho etapas o partes.
Tradicionalmente en la India se ha considerado que astanga-yoga es sinónimo de raya-yoga.[cita requerida]
Sin embargo, el yogui español Danilo Hernández considera que el raya-yoga es una amplia categoría que abarca varios yogas como el ashtanga-yoga, el kundaliní-yoga, el kriya-yoga, el mantra-yoga y el dhyana-yoga.
Igualmente, la escritora argentina Paula Picarel considera que recién en la actualidad el raya-yoga se identificó con el ashtanga-yoga, pero que posee elementos de otros tipos de yoga:

En la actualidad, el raja-yoga se asocia a los yoga-sutras [con minúsculas en el original, aunque es el nombre de un libro] de Patañjali, aunque posean [sic, por posea] elementos de otras ramas. Los yoga-sutras [sic, por «las partes» o «los miembros»] del raja-yoga son los siguientes:
Paula Inés PICAREL